# Union des œnologues de France
L’union des œnologues de France est depuis 1959 le syndicat professionnel chargé d’assurer la reconnaissance et la défense de la profession d’œnologue et celle du vin en France.

## Activités
Le syndicat organise le concours des Vinalies, 
Il édite également la revue scientifique « Revue française d'œnologie », trimestrielle, elle est tirée à 2500 exemplaires.
Des comparaisons d'analyses sur le vin sont organisées entre laboratoires par l'union des œnologues, afin de permettre aux différentes entreprises de vérifier la calibration de leurs appareils. L'échantillon d'un même vin est analysé par tous les laboratoires adhérents qui le souhaitent, et la reproductibilité de l'analyse est comparée aux autres.

## Organisation
Cyril Payon est président de l'union jusqu'en 2019, où Didier Fages le remplace.